# Sexto Aurélio Vítor
Sexto Aurélio Vítor (em latim: Sextus Aurelius Victor; ca. 320 — ca. 390) foi um historiador e político do Império Romano. Aurélio Vítor foi o autor de uma História de Roma, de Augusto a Juliano (360), publicada por volta de 361. Juliano nomeou-o prefeito da Panônia Secunda. Possivelmente foi cônsul em 369, junto ao filho de Valentiniano I, e o prefeito urbano de Roma em 389.

## Obras
Foram-lhe atribuídas quatro obras, com maior ou menor certeza:
1. Origo Gentis Romanae
2. De Viris Illustribus Romae
3. De Caesaribus
4. De Vita Moribus Imperatorum Romanorum excerpta ex Libris Sex. Aur. Victoris  .

As quatro foram publicadas geralmente de modo conjunto sob o nome de História Romana, mas a quarta é uma miscelânea da terceira. A segunda foi a primeira a ser impressa em Nápoles em 1472, em quatro tomos, com o nome de Plínio o Novo, e a quarta em Estrasburgo em 1505. A primeira edição dos quatro livros foi obra de Andreas Schottus (8 volumes, Antuérpia, 1579).